# Erik-Jan de Boer
Erik-Jan de Boer (Amsterdã) é um especialista em efeitos visuais holandês. Venceu o Oscar de melhores efeitos visuais na edição de 2013 por Life of Pi, ao lado de Bill Westenhofer, Guillaume Rocheron e Donald R. Elliott.